# 壹岐紹未
壹岐 紹未（いき つぐみ、8月2日 - ）は、日本の女性声優。埼玉県出身。

## 経歴
2023年12月28日、12月31日をもってプロダクション・エースを退所したことを自身のSNSにて発表。
2024年1月5日、プロダクション・エコーに所属したことを自身のSNSにて発表。

## 出演
太字はメインキャラクター。

### テレビアニメ
2012年
- Another（女子）

2013年
- RDG レッドデータガール（越川美沙）

2014年
- 風雲維新ダイ☆ショーグン（町娘）
- 普通の女子校生が【ろこどる】やってみた。

2015年
- 対魔導学園35試験小隊（ホステスA）

2016年
- ハルチカ〜ハルタとチカは青春する〜（バレー部部長）
- 私がモテてどうすんだ（店員、生徒）

### 劇場アニメ
- 劇場版 そらのおとしもの 時計じかけの哀女神（2011年、アナウンス）

### Webアニメ
- 攻殻機動隊 SAC_2045（2020年、エイダ・バイロン）

### ゲーム
- 英国探偵ミステリア（2013年、アリシア、ヴィクトリア女王）
- Monster Farm Lagon（2013年、リトバ）
- レインボーシックス シージ(Tom Clancy`s Rainbow Six Siege) （2016年、HIBANA / 今川由美子）
- モンスターストライク (2018年 - 2024年、シャオリン[4]、アリア[5]、トゥーランドット[6])
- ドラゴンクエストライバルズ（2021年、妖艶の魔女グレイツェル）
- ドラゴンクエストX 天星の英雄たち オンライン（2022年、魔女グレイツェル[7]）
- ドラゴンクエストX 眠れる勇者と導きの盟友 オフライン（2023年、魔女グレイツェル）

### ドラマCD
- The Epic of Zektbach　Novel CD Series 〜Masinowa〜
- The Epic of Zektbach　Novel CD Series 〜Blind Justice〜 『浄化の祈り』（歌唱）

### 吹き替え

#### 映画・ドラマ
- アイ・ラブ・ディック
- アウトキャスト
- 蒼のピアニスト（ドンヒ）
- 科学ファミリー ラボラッツ（ブリー）
- コードネーム: プリンス（ベス〈ジーア・マンテーニャ〉）
- こころに剣士を（マルタ）
- サニー 永遠の仲間たち（ナミ〈幼少期〉）
- 水滸伝（春香、瑞蘭役）
- スターリングラード 史上最大の市街戦（マーシャ）
- 天国は、ほんとうにある（キャシー）
- Dr.HOUSE6
- ビクトリアス（ケイティ）
- ブラック・ファイル 野心の代償（シャーロット・ケイヒル〈アリス・イヴ〉）
- ブラックホール（ルビー）
- 負けたくない!（ジンソ、ウンビョル）
- マペットのホーンテッドマンション（コンスタンス・ハッチウェイ〈タラジ・P・ヘンソン〉）
- ミス・ペレグリンと奇妙なこどもたち（ブロンウィン）
- メリー・ポピンズ リターンズ[8]
- 夜警日誌（トハ〈コ・ソンヒ〉）
- LAW&ORDER17,18

#### ドラマ
- セサミストリート（ガブリエル〈ミーガン・ピフス〉）※YouTube版

#### アニメ
- 悪魔バスター★スター・バタフライ（マルコの母、スカルニック先生）
- アナと雪の女王2（ハニーマレン[9]）
- ザ・スター はじめてのクリスマス
- スーパーウィングス（ノリア、ローラ[10]）
- せいぶのねこキャリー（エラ）
- ちいさなプリンセス ソフィア（ヒルデガード）
- ドックはおもちゃドクター（グレイシー）
- マイリトルポニー: 新しい世界（ピップ・ペタルス）
- マラソンガール（ターニャ）
- ラプンツェル ザ・シリーズ（レディ・ケイン、アングリー）

### ボイスオーバー
- ありえへん∞世界
- オーバーホール 改造車の世界(アリアニー 他)
- スーパー！メカニズム
- CSI・科学捜査最前線 シーズン1、2
- 愛という名の凶器

### ラジオ
- FM湘南ナパサ「週刊湘南レディオマガジン
- 白石稔のガッチリと無知な物事を探求して行くラジオ

### 舞台
- あるひ森のなか短編にであった（2024年[11]）